# Universidade do Missouri
Universidade do Missouri (também conhecida como Mizzou, MU, ou Universidade do Missouri–Columbia) é uma universidade pública  localizada em Columbia, Missouri, nos Estados Unidos. Foi fundada em 1839 como a primeira instituição pública de ensino superior a oeste do rio Mississippi. Como a maior universidade do estado, matriculou 32 777 alunos em 2016, oferecendo mais de 300 programas de graduação em 19 faculdades acadêmicas no ano escolar 2014-2015. Columbia é o campus principal do Sistema da Universidade do Missouri, que igualmente mantem os campi de Rolla, Kansas City, e St. Louis.
É uma das melhores instituições de nível superior R1 do país e uma das 34 universidades públicas filiadas à Associação de Universidades Americanas. Possui mais de 300 000 ex-alunos vivendo em todo o mundo, sendo que mais da metade ainda reside no Missouri. Foi classificada na 103ª posição entre universidades nacionais no ranking do U.S. News & World Report de 2016.
O Reator de Pesquisa da Universidade do Missouri é o reator nuclear de pesquisa universitário mais poderoso do mundo. É uma de somente seis universidades públicas nos Estados Unidos com uma escola da medicina, de medicina veterinária, da engenharia, da agricultura, e de direito tudo em um campus. A universidade também possui o sistema de saúde da Universidade de Missouri, que opera quatro hospitais em Mid-Missouri.